# Cnemaspis kandiana
Cnemaspis kandiana este o specie de șopârle din genul Cnemaspis, familia Gekkonidae, descrisă de Edward Frederick Kelaart în anul 1852. A fost clasificată de IUCN ca specie cu risc scăzut. Conform Catalogue of Life specia Cnemaspis kandiana nu are subspecii cunoscute.